# Lounice
Lounice (deutsch Launitz) ist ein Ortsteil von Litvínov in Tschechien.

## Geographie
Die von Wäldern umgebene Streusiedlung liegt dreieinhalb Kilometer nordwestlich von Horní Litvínov am Südabfall des Erzgebirges. Die Ortslage befindet sich im Quellgrund des Baches Zálužský potok. Nördlich erhebt sich der Holubí vrch (716 m), im Süden der Lounický kopec (442 m), südwestlich der Lounický vrch (535 m), im Westen der Hřeben (687 m) und die Jeřabina (788 m) sowie nordwestlich der Kamenec (814 m) und der Mračný vrch (852 m). Gegen Westen liegt im Tal der Loupnice die Talsperre Janov.
Nachbarorte sind Klíny, Rašov und Sedlo im Norden, Horní Ves und Meziboří im Nordosten, Šumná im Osten, Horní Litvínov, Písečná und Chudeřín im Südosten, Hamr und Janov im Süden, Křížatky im Südwesten sowie Mníšek im Nordwesten.

## Geschichte
Die Holzfällersiedlung wurde vermutlich im 13. Jahrhundert angelegt. Die erste schriftliche Erwähnung des zur Riesenburg gehörigen Dorfes Lauwicz erfolgte 1398, als die Brüder Borso d. Ä. und Borso d. J. von Riesenburg die Herrschaft Riesenburg an den Markgrafen Wilhelm I. von Meißen verkauften. Durch den Vertrag von Eger gelangte Launitz 1459 als Teil der Herrschaft Riesenburg wieder an das Königreich Böhmen zurück und wurde später an das Gut Jahnsdorf angeschlossen. Im Jahre 1726 kaufte die Stadt Brüx das Gut Jahnsdorf auf und schlug es ihrer Herrschaft Kopitz zu.
Im Jahre 1844 bestand Launitz aus 14 Häusern mit 89 deutschsprachigen Einwohnern. Pfarrort war Ober-Leitensdorf. Bis zur Mitte des 19. Jahrhunderts blieb Launitz der Herrschaft Kopitz untertänig.
Nach der Aufhebung der Patrimonialherrschaften bildete Launitz mit der Einschicht Rothe Wiese ab 1850 einen Ortsteil der Gemeinde Johnsdorf im Saatzer Kreis und Gerichtsbezirk Brüx. Das Dorf hatte 79 Einwohner. Ab 1868 gehörte das Dorf zum Bezirk Brüx. Der industrielle Aufschwung und die damit einhergehende Bevölkerungsexplosion im benachbarten Nordböhmischen Becken zum Ausgang des 19. Jahrhunderts berührten Launitz nicht; wegen der Abgeschiedenheit war die Einwohnerzahl sogar rückläufig. Die Bewohner lebten von der Holzfällerei und betrieben etwas Landwirtschaft. Die am südlichen Ortsrand in Rothe Wiese (Červená Louka) gelegene Wassermühle wurde zum Ende des 19. Jahrhunderts aufgegeben, da die Wasserkraft des Launitzer Baches nach dem 1892 vollendeten Bau einer Trinkwasserleitung für die Stadt Brüx nicht mehr zum Mahlbetrieb ausreichte. Seit 1905 gehörte das Dorf zum neugebildeten Gerichtsbezirk Oberleutensdorf. Zwischen 1910 und 1914 entstand im Tal des Hammerbaches die Talsperre der Stadt Brüx. Die Straße von Hammer nach Launitz wurde in den 1920er Jahren als Arbeitsbeschaffungsmaßnahme angelegt. In Folge des Münchner Abkommens wurde das Dorf 1938 dem Deutschen Reich zugeschlagen und gehörte bis 1945 zum Landkreis Brüx. Nach dem Ende des Zweiten Weltkrieges kam Lounice zur Tschechoslowakei zurück und die deutschböhmische Bevölkerung wurde vertrieben. 1963 wurde Lounice zusammen mit Janov nach Hamr eingemeindet, seit 1986 gehört das Dorf zur Stadt Litvínov.

## Entwicklung der Einwohnerzahl
| Jahr | Einwohnerzahl |
| ---- | ------------- |
| 1869 | 92            |
| 1880 | 59            |
| 1890 | 51            |
| 1900 | 65            |
| 1910 | 49            |

| Jahr | Einwohnerzahl |
| ---- | ------------- |
| 1921 | 56            |
| 1930 | 59            |
| 1950 | 33            |
| 1961 | 20            |
| 1970 | 20            |

| Jahr | Einwohnerzahl |
| ---- | ------------- |
| 1980 | 8             |
| 1991 | 8             |
| 2001 | 12            |
| 2011 | 17            |

## Sehenswürdigkeiten
- Hölzerner Glockenturm
- Talsperre Janov